# KINT-TV
El canal 26 de El Paso, más conocido por su indicativo KINT-TV, es una estación de televisión abierta estadounidense que transmite desde la ciudad tejana de El Paso, en la frontera con México. Es propiedad de Entravision Communications, conglomerado mediático que también es dueño del canal 65 de esa misma ciudad, KTFN (afiliada a UniMás), con el cual también comparte estudios.
La estación transmite por el canal 25 de la banda UHF y usa el canal virtual 26.1 para su sintonización en la TDT. Hasta el apagón analógico de junio de 2009, la estación transmitía por el canal 26 UHF de forma analógica. KINT-TV también se recibe en Ciudad Juárez (Chihuahua) por formar parte de la misma área metropolitana que El Paso y, por ende, las cableoperadoras mexicanas en esa ciudad distribuyen su señal.

## Historia
La estación inició sus emisiones inicialmente el 5 de mayo de 1984. Fue fundada por un grupo de empresarios locales como José Ángel Silva Sr., propietario de un supermercado en el centro de la ciudad, y Larry Daniels, anterior gerente del Canal 4 de El Paso, KROD-TV (actualmente KDBC-TV) y dueño de las estaciones de radio KINT-FM y KINT, esta última en los 1590 kHz de la banda AM (actualmente con el indicativo KELP). El indicativo de la emisora originalmente iba a ser «KEHB-TV», pero después se optó por «KINT-TV» (de «K-Internacional») antes de su lanzamiento. En ese entonces, el Canal 26 era la única estación de televisión que emitía programación en español para El Paso y alrededores.
Geográficamente, la ciudad de El Paso se encuentra dividida por una gran cordillera natural (la cual forma parte de la Sierra de los Mansos), en donde las estaciones de televisión de la zona poseen sus torres y antenas transmisoras. Son cuatro las zonas generales que están ubicadas de 180 a 550 metros sobre el suelo:
- Una torre autosuficiente de 91 metros justo por encima de Scenic Drive, usado durante mucho tiempo por el Canal 7 de El Paso (KVIA-TV)
- La zona Old Channel 4 (antiguo canal 4) con una torre de 88 metros usada por primera vez por el Canal 4 (KROD-TV)
- La zona Canal 0, también denominada New 4 Site
- La zona del Canal 14 (KFOX-TV)

Con la fundación del Canal 26, Daniels logró una asociación entre el Canal 4 y la empresa de Larry Gallatin. Se construyó una nueva torre autosuficiente de 130 m, con el Canal 4 transmitiendo en la parte superior, el Canal 26 montado en los laterales de la antena, sobre una torre de 30 metros que había estado desocupada por mucho tiempo (actualmente empleada por las estaciones de radio KSII 93.1 FM y KINT-FM).

## TDT
La estación cuenta con los siguientes subcanales digitales:
| Canal virtual | Resolución | Relación de aspecto | Nombre  | Programación                                |
| ------------- | ---------- | ------------------- | ------- | ------------------------------------------- |
| 26.1          | 1080i      | 16:9                | KINT-HD | Programación principal de KINT-TV/Univision |
| 26.2          | 480i       | 16:9                | KINT-SD | Grit                                        |
| 26.3          | 480i       | 16:9                | KINT-SD | LATV                                        |
| 26.4          | 480i       | 16:9                | KINT-SD | Bounce TV                                   |

El 16 de marzo de 2010, KINT-TV comenzó a emitir en alta definición a 1080i en el canal virtual 26.1 con programación de Univisión producida en esa resolución. La estación añadió un nuevo subcanal digital que retransmitía la programación de la estación KTFN. 9 meses más tarde, el 3 de diciembre, la señal de KTFN en el subcanal virtual 26.2 fue sustituida por la programación de LATV. A la semana siguiente, LATV se trasladó al 26.3, mientras que KTFN volvió al 26.2.
Durante un breve periodo previo al apagón analógico, el subcanal 26.2 tenía presentaba el texto "KINT-HD" como su identificación PSIP virtual a pesar de que no emitía en HD sino en resolución estándar 480i. Para el 12 de junio de 2009, se le retiraron las siglas "HD". 

### Apagón analógico
KINT-TV cesó sus emisiones analógicas por el canal 26 UHF a las 12:00 p.m. (mediodía) del 12 de junio de 2009, la fecha oficial del apagón analógico en Estados Unidos válido para estaciones de televisión de alta potencia bajo mandato federal. La emisora mantuvo sus transmisiones digitales por el canal 25 UHF después del apagón aunque, mediante el uso de PSIP, los receptores de TDT muestran el canal virtual usado por la estación (26.1) en referencia al antiguo canal 26 UHF analógico empleado por KINT-TV. Después del cese de emisiones regulares en la señal analógica, la emisora (junto con el canal 60 KTFN) emitieron una infocinta en español de forma repetida informando a la audiencia sobre el apagón analógico y sobre sus opciones para seguir viendo la programación de la estación. Este anuncio siguió emitiéndose hasta las 11:59 p.m. del mismo día, hora en que KINT-TV cerró su señal analógica permanentemente.